# Rochester (Michigan)
Pour les articles homonymes, voir Rochester.
La ville américaine de Rochester est située dans le comté d'Oakland, dans l’État du Michigan. Lors du recensement de 2010, sa population s’élevait à 12 711 habitants. Rochester est une banlieue de Détroit.

## Source
- (en) Cet article est partiellement ou en totalité issu de l’article de Wikipédia en anglais intitulé « Rochester, Michigan » (voir la liste des auteurs).